# Aziar
Aziar est une commune rurale de la préfecture d'Agadir Ida-Outanane, dans la région de Souss-Massa, au Maroc. Elle ne dispose pas de centre urbain mais son chef-lieu est un village du même nom.

## Historique
La création de la commune d'Aziar a lieu en 1992, dans le cadre d'un découpage territoriale qu'a connu le royaume. La commune se trouvait dans le caïdat d'Imouzzer, relevant du cercle d'Inezgane.

## Démographie
La commune a connu, de 2004 à 2014 (années des derniers recensements), une baisse de population, passant de 3 803 à 2 948 habitants,.
|      | Population totale | Ménages | Population urbaine | Population rurale | Étrangers |
| 1994 | 3 922             | 677     | 0                  | 3 922             | 0         |
| 2004 | 3 803             | 688     | 0                  | 3 803             | 0         |
| 2014 | 2 948             | 660     | 0                  | 2 948             | 0         |

## Administration et politique
La commune rurale d'Aziar est située au sein du caïdat d'Immouzer, lui-même situé au sein du cercle d'Agadir-Atlantique,.